# Giovanni Ottavio Manciforte Sperelli

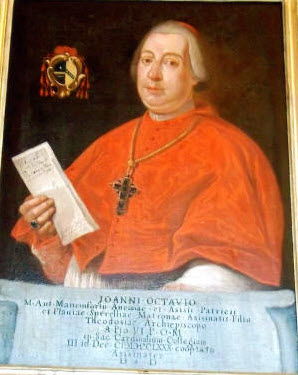
Giovanni Ottavio Kardinal Manciforte Sperelli (Gemälde 18. Jh. zugeschrieben Vincenzo Milione)

Giovanni Ottavio Manciforte Sperelli (* 22. Februar 1730 in Assisi; † 5. Juni 1781 in Rom) war Kardinal der Römischen Kirche.

## Leben
Nach seinem Studium an der Universität La Sapienza in Rom, wo er am 26. November 1754 auch zum Doktor der Rechte promovierte, empfing er am 7. September 1755 die Priesterweihe. Anschließend als Referendar der Signaturen tätig, wurde er auch Relator der Kongregation der Güterverwaltung. Es folgten die Berufungen zum Konsultor der Römischen Inquisition und zum Inquisitor von Malta.
Manciforte Sperelli, der auch Kanoniker der Vatikanbasilika war, wurde er am 17. Juni 1771 zum Titularerzbischof von Teodosia ernannt. Die Bischofsweihe spendete ihm am 23. Juni 1771 in Frascati Henry Benedict Mary Kardinal Stuart. Vom 27. Juni 1771 an als Nuntius in Florenz, kehrte er schließlich nach Rom zurück, wo er seit dem 4. Januar 1776 Kleriker der Apostolischen Kammer war und am 24. Mai 1776 zum Präfekten des Apostolischen Palastes befördert wurde.
Papst Pius VI. erhob ihn am 23. Juni 1777 zum Kardinal in pectore und veröffentlichte seinen Namen am 11. Dezember 1780. Am 2. April 1781 ernannte er ihn zum Kardinalpriester der Titelkirche Santa Maria in Trastevere.